# Lijst van sucos van Oost-Timor
In deze Lijst van sucos van Oost-Timor staan alle 452 sucos van dat land. De suco is de kleinste bestuurlijke eenheid van Oost-Timor en komt onder de gemeenten administratieve posten.
- Gemeente Aileu
  - Administratieve post Aileu
    - Suco Aisirimou
    - Suco Bandudatu
    - Suco Fahiria
    - Suco Fatubosa
    - Suco Hoholau
    - Suco Lahae
    - Suco Lausi
    - Suco Liurai
    - Suco Malere
    - Suco Saboria
    - Suco Seloi Kraik

  - Administratieve post Laulara
    - Suco Fatisi
    - Suco Kotolau
    - Suco Madabeno
    - Suco Talitu
    - Suco Tohumeta

  - Administratieve post Liquidoe
    - Suco Acubilitoho
    - Suco Bereleu
    - Suco Betulau
    - Suco Fahisoi
    - Suco Fautrilau
    - Suco Manukasa
    - Suco Namleso

  - Administratieve post Remexio
    - Suco Acumau
    - Suco Fadabloko
    - Suco Fahisoi
    - Suco Faturasa
    - Suco Hautuho
    - Suco Liurai
    - Suco Maumeta
    - Suco Tulatakeu
- Gemeente Ainaro
  - Administratieve post Ainaro
    - Suco Ainaro
    - Suco Cassa
    - Suco Manutassi
    - Suco Mau-Nunu
    - Suco Mau-Ulo
    - Suco Soro
    - Suco Suro-Craic

  - Administratieve post Hatu Builico
    - Suco Mulo
    - Suco Mauchiga
    - Suco Nunu Mogue

  - Administratieve post Hatu Udo
    - Suco Beikala
    - Suco Leolima

  - Administratieve post Maubisse
    - Suco Aituto
    - Suco Edi
    - Suco Fatubessi
    - Suco Horiauic
    - Suco Liurai
    - Suco Manelobas
    - Suco Manetu
    - Suco Maubisse
    - Suco Maulau
- Gemeente Baucau
  - Administratieve post Baguia
    - Suco Afaloicai
    - Suco Alaua-Craik
    - Suco Alaua-Leten
    - Suco Defa-Uassi
    - Suco Hae-Coni
    - Suco Larisula
    - Suco Lavateri
    - Suco Osso-Huna
    - Suco Samalari
    - Suco Uacala

  - Administratieve post Baucau
    - Suco Bahú
    - Suco Bucoli
    - Suco Buibau
    - Suco Buruma
    - Suco Caibada Uaimua
    - Suco Samalari
    - Suco Seiçal
    - Suco Tirilolo
    - Suco Triloka
    - Suco Gariuai
    - Suco Uailili

  - Administratieve post Laga
    - Suco Atelari
    - Suco Libagua
    - Suco Nunira
    - Suco Saelari
    - Suco Sagadate
    - Suco Samalari
    - Suco Soba
    - Suco Tequinaumata

  - Administratieve post Quelicai
    - Suco Abafala
    - Suco Abo
    - Suco Afaçá
    - Suco Baguia
    - Suco Bualale
    - Suco Guruça
    - Suco Lacoliu
    - Suco Laisorulai de baixo
    - Suco Laisorulai de cima
    - Suco Lelalai
    - Suco Letemumo
    - Suco Macalaco
    - Suco Maluro
    - Suco Namanei
    - Suco Uaitame

  - Administratieve post Vemasse
    - Suco Caicua
    - Suco Loilubo
    - Suco Ossoala
    - Suco Ostico
    - Suco Uaigae
    - Suco Uatu-Lari
    - Suco Vemasse

  - Administratieve post Venilale
    - Suco Bado-Ho’o
    - Suco Bahamori
    - Suco Fatulia
    - Suco Uailaha
    - Suco Uai-Oli
    - Suco Uatu-Haco
    - Suco Uma-Anaico
    - Suco Uma Analu

- Gemeente Bobonaro
  - Administratieve post Atabae
    - Suco Aidabaleten
    - Suco Atabai
    - Suco Rairobo
    - Suco Hataz

  - Administratieve post Balibo
    - Suco Balibo Kota
    - Suco Batugade
    - Suco Cová
    - Suco Leohitu
    - Suco Leolima
    - Suco Sanirin

  - Administratieve post Bobonaro
    - Suco Ai-Assa
    - Suco Atu Aben
    - Suco Bobonaro
    - Suco Carabau
    - Suco Colimau
    - Suco Cota Bo’ot
    - Suco Ilatalaun
    - Suco Leber
    - Suco Lour
    - Suco Lourba
    - Suco Maliubu
    - Suco Malilait
    - Suco Molop
    - Suco Oe-Leu
    - Suco Sibuni
    - Suco Soi Leco
    - Suco Tapo
    - Suco Tebabui

  - Administratieve post Cailaco
    - Suco Atudara
    - Suco Daudo
    - Suco Goulolo
    - Suco Guenolai
    - Suco Manapa
    - Suco Miligo
    - Suco Purogoa
    - Suco Raiheu

  - Administratieve post Lolotoe
    - Suco Deudet
    - Suco Gildapil
    - Suco Guda
    - Suco Lebos
    - Suco Lontas
    - Suco Lupai
    - Suco Opa

  - Administratieve post Maliana
    - Suco Holsa
    - Suco Lahomea
    - Suco Odamau
    - Suco Rai Fun
    - Suco Ritabou
    - Suco Saburai
    - Suco Tapo Memo

- Gemeente Cova Lima
  - Administratieve post Fatululik
    - Suco Fatululik
    - Suco Taroman

  - Administratieve post Fatumean
    - Suco Beluluik Leten
    - Suco Fatumean
    - Suco Nanu

  - Administratieve post Fohoren
    - Suco Dato Rua
    - Suco Dato Tolu
    - Suco Fohoren
    - Suco Lactos

  - Administratieve post Mape-Zumalai
    - Suco Beco II
    - Suco Fatuleto
    - Suco Lepo
    - Suco Lour
    - Suco Mape
    - Suco Raimera
    - Suco Ucecai
    - Suco Zulo

  - Administratieve post Maucatar
    - Suco Belecasac
    - Suco Holpilat
    - Suco Matai
    - Suco Ogues

  - Administratieve post Suai
    - Suco Beco I
    - Suco Debus
    - Suco Labarat
    - Suco Kamenasa
    - Suco Suai

  - Administratieve post Tilomar
    - Suco Foholulik
    - Suco Lalawa
    - Suco Maudemu

- Gemeente Dili
  - Administratieve post Atauro
    - Suco Beloi
    - Suco Biqueli
    - Suco Macadade
    - Suco Maquili
    - Suco Vila

  - Administratieve post Christo Rei
    - Suco Akadiru-Hun
    - Suco Balibar
    - Suco Becora
    - Suco Bemori
    - Suco Hera
    - Suco Kamea
    - Suco Kulu Hun

  - Administratieve post Dom Aleixo
    - Suco Bairo Pite
    - Suco Colmera
    - Suco Comoro
    - Suco Fatuhada
    - Suco Kampung Alor
    - Suco Motael
    - Suco Vila Verde

  - Administratieve post Metinaro
    - Suco Sabuli
    - Suco Duyung

  - Administratieve post Nain Feto
    - Suco Bairo Central
    - Suco Bairo dos Grilhos
    - Suco Bairo Formosa
    - Suco Bidau Lecidere
    - Suco Bidau Santana
    - Suco Meti Aut

  - Administratieve post Vera Cruz
    - Suco Caicoli
    - Suco Dare
    - Suco Lahane Ocidental
    - Suco Lahane Oriental
    - Suco Mascarinhas
    - Suco Santa Cruz

- Gemeente Ermera
  - Administratieve post Atsabe
    - Suco Atara
    - Suco Baboe Kraik
    - Suco Baboe Leten
    - Suco Batu Manu
    - Suco Laklo
    - Suco Lasaun
    - Suco Laubonu
    - Suco Leimea Leten
    - Suco Malabe
    - Suco Obulo
    - Suco Paramin
    - Suco Tiarlelo

  - Administratieve post Ermera
    - Suco Estado
    - Suco Humboe
    - Suco Lauala
    - Suco Liguimea
    - Suco Mertutu
    - Suco Poetete
    - Suco Ponilala
    - Suco Raimerhei
    - Suco Riheu
    - Suco Talimoro

  - Administratieve post Hatulia
    - Suco Ailelo
    - Suco Asulau/Sare
    - Suco Fatubalu
    - Suco Fatubessi
    - Suco Hatulia
    - Suco Kailete Leotela
    - Suco Leimea Kraik
    - Suco Leimea Sarinbala
    - Suco Lisabat
    - Suco Manusea
    - Suco Mauabu
    - Suco Samara
    - Suco Uruhau

  - Administratieve post Letefoho
    - Suco Dukurai
    - Suco Eraulo
    - Suco Goulolo
    - Suco Hatugau
    - Suco Katrai Kraik
    - Suco Katrai Leten
    - Suco Lauana
    - Suco Letefoho

  - Administratieve post Railaco
    - Suco Fatuquero
    - Suco Lihu
    - Suco Matata
    - Suco Oeleso
    - Suco Railaco Kraik
    - Suco Railako Leten
    - Suco Samaleten
    - Suco Taraso
    - Suco Tokoluli

- Gemeente Lautém
  - Administratieve post Iliomar
    - Suco Iliomar I
    - Suco Iliomar II
    - Suco Ailebere
    - Suco Fuat
    - Suco Cainliu
    - Suco Tirilolo

  - Administratieve post Lautém
    - Suco Baduro
    - Suco Com
    - Suco Daudere
    - Suco Eukisi
    - Suco Ililai
    - Suco Maina I
    - Suco Maina II
    - Suco Pairara
    - Suco Parlamento
    - Suco Serelau

  - Administratieve post Lospalos
    - Suco Bauro
    - Suco Cacaven
    - Suco Fuiloro
    - Suco Home
    - Suco Leuro
    - Suco Loré I
    - Suco Loré II
    - Suco Muapitine
    - Suco Raça
    - Suco Souro

  - Administratieve post Luro
    - Suco Afabubu
    - Suco Baricafa
    - Suco Cotamuto
    - Suco Lakawa
    - Suco Luro
    - Suco Wairoke

  - Administratieve post Tutuala
    - Suco Mehara
    - Suco Tutuala

- Gemeente Liquiçá
  - Administratieve post Bazartete
    - Suco Fahilebo
    - Suco Fatumasi
    - Suco Lauhata
    - Suco Leorema
    - Suco Maumeta
    - Suco Metagou
    - Suco Motaulun
    - Suco Tibar
    - Suco Ulmera

  - Administratieve post Liquiçá
    - Suco Asumano
    - Suco Darulete
    - Suco Dato
    - Suco Hatukesi
    - Suco Leotela
    - Suco Loidahar
    - Suco Lukulai

  - Administratieve post Maubara
    - Suco Guguleur
    - Suco Guico
    - Suco Lisadilia
    - Suco Maubaralisa
    - Suco Vatuboro
    - Suco Vatuvou
    - Suco Vaviquinia
- Gemeente Manatuto
  - Administratieve post Barique/Natarbora
    - Suco Aubeon
    - Suco Barique
    - Suco Fatuwaqui
    - Suco Manehat
    - Suco Umaboku

  - Administratieve post Laclo
    - Suco Hohorai
    - Suco Laku Mesak
    - Suco Umakaduak
    - Suco Umanaruk

  - Administratieve post Laclubar
    - Suco Batara
    - Suco Fatumakerek
    - Suco Funar
    - Suco Manelima
    - Suco Orlalan
    - Suco Sananain

  - Administratieve post Laleia
    - Suco Cairui
    - Suco Hatularan
    - Suco Lifau

  - Administratieve post Manatuto
    - Suco Ailili
    - Suco Aiteas
    - Suco Cribas
    - Suco Iliheu
    - Suco Maabat
    - Suco Sau

  - Administratieve post Soibada
    - Suco Fatumakerek
    - Suco Leohat
    - Suco Manlala
    - Suco Maunfahe
    - Suco Samoro
- Gemeente Manufahi
  - Administratieve post Alas
    - Suco Aituha
    - Suco Dotik
    - Suco Malagidan
    - Suco Taitudal
    - Suco Uma Berloik

  - Administratieve post Fatuberliu
    - Suco Bubususu
    - Suco Fatukahi
    - Suco Kaikasa
    - Suco Klakuk
    - Suco Talinehar

  - Administratieve post Same
    - Suco Babulu
    - Suco Betano
    - Suco Daisula
    - Suco Gratu
    - Suco Holarua
    - Suco Letefoho
    - Suco Rotutu
    - Suco Tutuluro

  - Administratieve post Turiscai
    - Suco Aitenua
    - Suco Beremana
    - Suco Fatukalo
    - Suco Kaimauk
    - Suco Foholau
    - Suco Lesuata
    - Suco Liurai
    - Suco Manumera
    - Suco Matorek
    - Suco Mindelo
    - Suco Orana
- Gemeente Oecussi-Ambeno
  - Administratieve post Nitibe
    - Suco Banafi
    - Suco Bebe Ufe
    - Suco Lela Ufe
    - Suco Suni Ufe
    - Suco Usi Taco

  - Administratieve post Oesilo
    - Suco Bobometo
    - Suco Usitakeno
    - Suco Usitasae

  - Administratieve post Pante Macassar
    - Suco Bobocasae
    - Suco Costa
    - Suco Cunha
    - Suco Lalisuk
    - Suco Lifau
    - Suco Naimeco
    - Suco Nipane
    - Suco Taiboco

  - Administratieve post Passabe
    - Suco Abani
    - Suco Malelat
- Gemeente Viqueque
  - Administratieve post Lacluta
    - Suco Ahic
    - Suco Dilor
    - Suco Laline
    - Suco Uma Tolu

  - Administratieve post Ossu
    - Suco Builale
    - Suco Liaruca
    - Suco Loi-Huno
    - Suco Nahareca
    - Suco Ossorua
    - Suco Ossu de Cima
    - Suco Uabubo
    - Suco Uaguia
    - Suco Uaibobo

  - Administratieve post Viqueque
    - Suco Bahalarauain
    - Suco Bibileo
    - Suco Caraubalu
    - Suco Fatu Dere
    - Suco Luca
    - Suco Maluru
    - Suco Uaimori
    - Suco Uma Qui’ic
    - Suco Uma Uain Craic
    - Suco Uma Uain Leten

  - Administratieve post Watu-Carbau
    - Suco Afaloicai
    - Suco Bahatata
    - Suco Irabin de baixo
    - Suco Irabin de cima
    - Suco Loi - Ulu
    - Suco Uani Uma

  - Administratieve post Watu-Lari
    - Suco Afaloicai
    - Suco Babulo
    - Suco Macadique
    - Suco Matohoi
    - Suco Uaitame
    - Suco Vessoru